# 113683 Robertoornella
113683 Robertoornella este o planetă minoră (asteroid), cu un diametru de 4,286 km, din centura de asteroizi. A fost descoperită pe 2 octombrie 2002 la  de Campo Imperatore Near-Earth Object Survey⁠(d). 
Obiectul prezintă o orbită caracterizată de o semiaxă mare de 3,0963656530955 UAi, o excentricitate de 0,10095416666428, o înclinație de 8,561283590805 ° în raport cu ecliptica.